# Mistrzostwa Europy w Biathlonie 2025
32. Mistrzostwa Europy w Biathlonie odbyły się we włoskim Martell-Val Martello w dniach 29 stycznia – 2 lutego 2025 roku. Wyniki tych zawodów są zaliczane do klasyfikacji generalnej Pucharu IBU.
W sumie rozegranych zostało osiem konkurencji: sztafety, sprinty, biegi pościgowe oraz biegi indywidualne kobiet i mężczyzn.

## Program i medaliści
Harmonogram zawodów sporządzono na podstawie materiału źródłowego:
| Konkurencja                | Data        | Złoto                                                                                           | Srebro                                                                        | Brąz                                                                            | Źr.   |
| -------------------------- | ----------- | ----------------------------------------------------------------------------------------------- | ----------------------------------------------------------------------------- | ------------------------------------------------------------------------------- | ----- |
| Bieg indywidualny kobiet   | 29 stycznia | Johanna Puff                                                                                    | Marlene Fichtner                                                              | Anna-Karin Heijdenberg                                                          | [ 2 ] |
| Bieg indywidualny mężczyzn | 29 stycznia | Isak Frey                                                                                       | Fredrik Mühlbacher                                                            | Emil Nykvist                                                                    | [ 3 ] |
| Sprint kobiet              | 31 stycznia | Anna-Karin Heijdenberg                                                                          | Amandine Mengin                                                               | Baiba Bendika                                                                   | [ 4 ] |
| Sprint mężczyzn            | 31 stycznia | Sivert Guttorm Bakken                                                                           | Vetle Sjåstad Christiansen                                                    | Fredrik Mühlbacher                                                              | [ 5 ] |
| Bieg pościgowy kobiet      | 1 lutego    | Baiba Bendika                                                                                   | Anna-Karin Heijdenberg                                                        | Linda Zingerle                                                                  | [ 6 ] |
| Bieg pościgowy mężczyzn    | 1 lutego    | Patrick Braunhofer                                                                              | Isak Frey                                                                     | Sverre Dahlen Aspenes                                                           | [ 7 ] |
| Sztafeta 4×6 km kobiet     | 2 lutego    | Niemcy Stefanie Scherer · Anna Weidel · Marlene Fichtner · Johanna Puff                         | Francja Camille Bened · Sophie Chauveau · Amandine Mengin · Gilonne Guigonnat | Włochy Rebecca Passler · Ilaria Scattolo · Birgit Schölzhorn · Linda Zingerle   | [ 8 ] |
| Sztafeta 4×7,5 km mężczyzn | 2 lutego    | Norwegia Vetle Sjåstad Christiansen · Sverre Dahlen Aspenes · Sivert Guttorm Bakken · Isak Frey | Niemcy Lucas Fratzscher · Simon Kaiser · Roman Rees · David Zobel             | Francja Théo Guiraud-Poillot · Gaëtan Paturel · Oscar Lombardot · Rémi Broutier | [ 9 ] |

## Klasyfikacja medalowa
*   Gospodarz ( Włochy)
| Miejsce | Reprezentacja | Złoto | Srebro | Brąz | Razem |
| ------- | ------------- | ----- | ------ | ---- | ----- |
| 1       | Norwegia      | 3     | 2      | 1    | 6     |
| 2       | Niemcy        | 2     | 2      | 0    | 4     |
| 3       | Szwecja       | 1     | 1      | 2    | 4     |
| 4       | Włochy*       | 1     | 0      | 2    | 3     |
| 5       | Łotwa         | 1     | 0      | 1    | 2     |
| 6       | Francja       | 0     | 2      | 1    | 3     |
| 7       | Austria       | 0     | 1      | 1    | 2     |
| Razem   | Razem         | 8     | 8      | 8    | 24    |

Źródło: 